# Världsjamboree
Världsscoutjamboreen, förkortat WSJ eller officiellt World Scout Jamboree och Jamboree Scout Mondial, är en internationell jamboree för scouter. Världsscoutjamboreerna har vanligtvis ett par tiotusen deltagande scouter från världens alla länder, i åldrarna 14-17 år.
Den första världsjamboreen anordnades i London av The Boy Scout Association. Med undantag för krigsåren så har en världsscoutjamboree anordnats ungefär vart fjärde år på olika platser runt om i världen. Under de senare åren har de arrangerats av World Organization of the Scout Movement (WOSM). Den 21:a världsscoutjamboreen (21:a världsjamboreen) 2007 hölls i Hylands Park, Essex, Storbritannien och firade scoutings 100-årsjubileum.

## Historia
Världsscoutjamboreerna arrangeras av World Organization of the Scout Movement. Scoutprogrammet blev en internationell succé efter att scoutrörelsens fader, Robert Baden-Powell, lagt grunden för det år 1907. I takt med rörelsens tillväxt såg Baden-Powell behovet av en sammankomst för scouter från hela världen. Det huvudsakliga målet var att skapa en världsomspännande gemenskap, och att hjälpa unga pojkar i rörelsen att lära sig mer om andra människor och nationer genom direktkontakt med dem.
Då första världskriget bröt ut 1914 stannade emellertid alla planer för ett sådant arrangemang. Det var inte förrän 1920 som den första världsscoutjamboreen kunde realiseras. Den anordnades i Olympiahallarna i Kensington, London. 8 000 scouter från 34 länder deltog på lägret.
Därefter har en världsscoutjamboree anordnats vart fjärde år. Det finns dock två undantag i följden: ingen jamboree hölls mellan 1937 och 1947 på grund av andra världskriget, och 1979 års jamboree, som skulle hållas i Iran, ställdes in på grund av politiskt kaos i regionen vid den tiden. Jamboreen har hållits i olika länder runt om i världen. De första sju jamboreerna anordnades i Europa. Den åttonde världsscoutjamboreen hölls i Nordamerika där traditionen att flytta omkring jamboreen mellan olika kontinenter föddes. Än så länge är Afrika den enda kontinenten som inte har varit värd för en världsscoutjamboree.
För att ersätta det inställda evenemanget från 1979, beslutade Världsscoutkommittén att ett alternativt firande, Jamboree of the Year, skulle äga rum. Ett flertal regionala läger anordnades, tillsammans med ett oräknebart antal Join-in-Jamboree-aktiviteter - utformade för att ge scouter från runt om i världen en chans att delta i en aktivitet som tusentals andra scouter från hela världen skulle delta i samtidigt. Join-in-program skapas nu återigen som en del av scoutings 100-årsfirande.
Hittills har det största deltagarantalet på en Jamboree varit det som var 1929, över 50 000 deltagare från hela världen slog sig ned på Birkenhead i nordvästra England. Det var det antal som fanns representerade under hela lägret, till detta kom hundratusentals besökare som bara deltog någon dag.
Den första jamboreen liknade mest en utställning av scouting, där besökarna gavs tillfälle att se hur saker gjordes i andra delar av världen. Den andra jamboreen anordnades med "scoutläger" som utgångspunkt och varje Jamboree sedan dess har anordnats på det sätt där programmet är med aktivitetsorienterat, med gott om tid för scouter från olika länder att träffas och lära sig mer om varandra på ett mindre formellt sätt än vad en "utställning" skulle tillåta.
2007 hölls en värdlsscoutjamboree (21:a världsjamboreen) som sammanföll med firandet av scoutings 100-årsjubileum. På grund av detta tilldelades återigen äran att arrangera evenemanget till Storbritannien, eftersom det är scoutings födelseland och det även var där det allra första scoutlägret hölls. Nära 40 000 scouter höll i augusti läger vid Hylands Park i Chelmsford, Essex. Hundratusentals dagsbesökare deltog även på aktiviteter i sydöstra England som en del av jamboreen.
Sommaren 2015 hölls världsscoutjamboreen i Kirarahama i prefekturen Yamaguchi i Japan. Temat för jamboreen hade temat "A Spirit of Unity".
Det senaste världsscoutjamboreen hölls 2019 i West Virginia i USA.
Nästa värdland för WSJ är Sydkorea där lägret kommer att sättas upp på ett estuarium i Saemangeum med temat "Draw Your Dream" och planerades att hållas år 2023. 

## JOTA, JOTI och JOTT

### Jamboree on the Air
Jamboree on the Air, mer känd under akronymen JOTA, är en internationell scoutaktivitet som arrangeras den tredje helgen i oktober varje år. JOTA hölls för första gången i samband med scoutings 50-årsjubileum 1957, och tänktes ut av en radioamatör med anropsnamnet G3BHK. Det betraktas idag som den största tillställning som årligen arrangeras av WOSM.

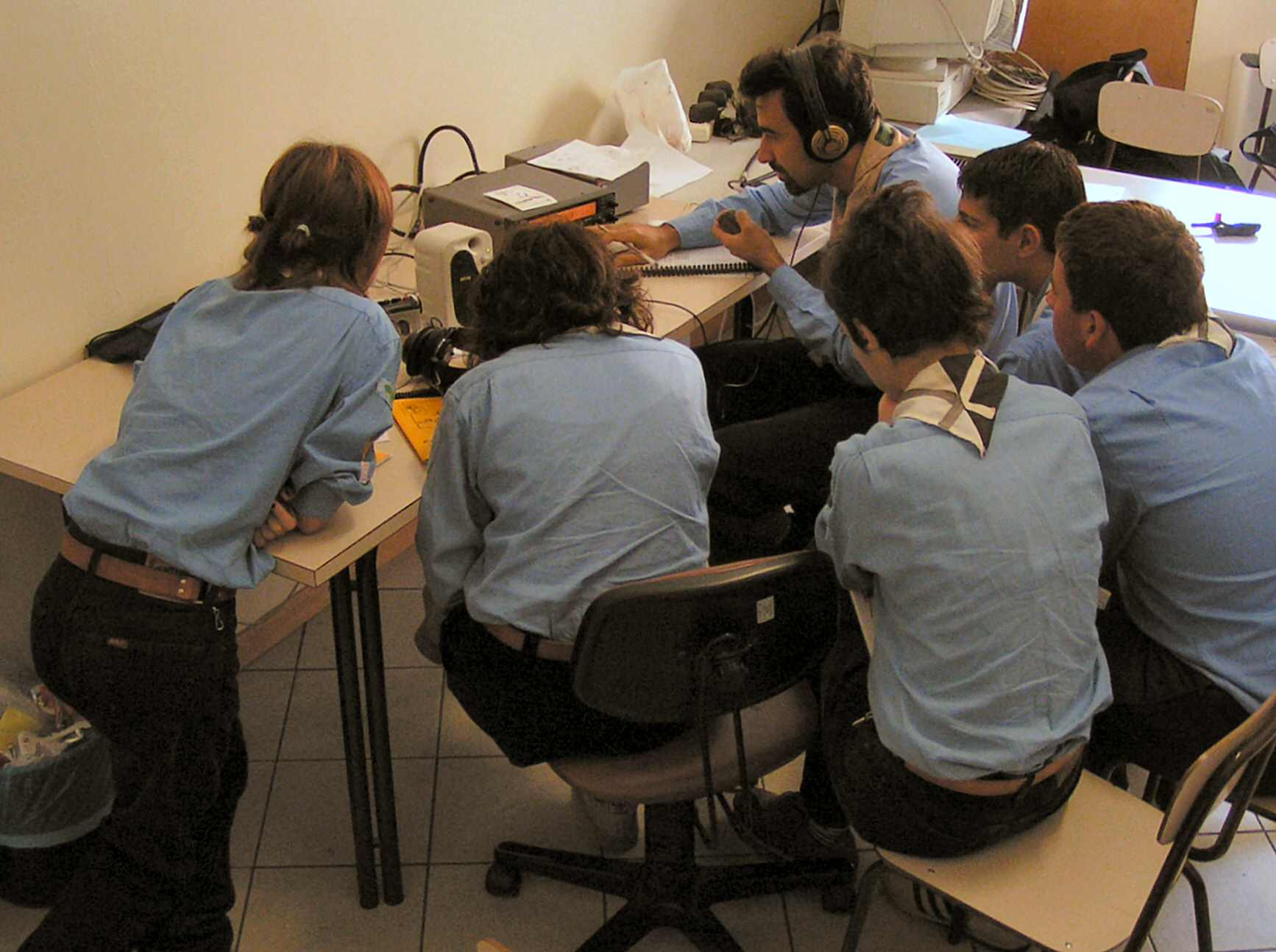
Scouter som pratar i radio under Jamboree On The Air

Radioamatörer från hela världen deltar tillsammans med över 1.000.000 scouter för att lära dem om radio och för att hjälpa dem att ta kontakt med sina scoutkamrater genom amatörradio. Scouterna uppmuntras också att skicka bekräftelser, så kallade QSL-kort (eller eQSL om de skickas elektroniskt). Detta ger scouter möjlighet att lära sig mer om andra scouter runt om i världen. Det är en närliggande del av världsscoutjamboreen.
Evenemanget är erkänt som ett internationellt deltagande av ett flertal pojk- och flickscoutorganisationer, och ger rätt till utmärkelser som är en del av många scoutorganisationers program.

### Jamboree on the Internet

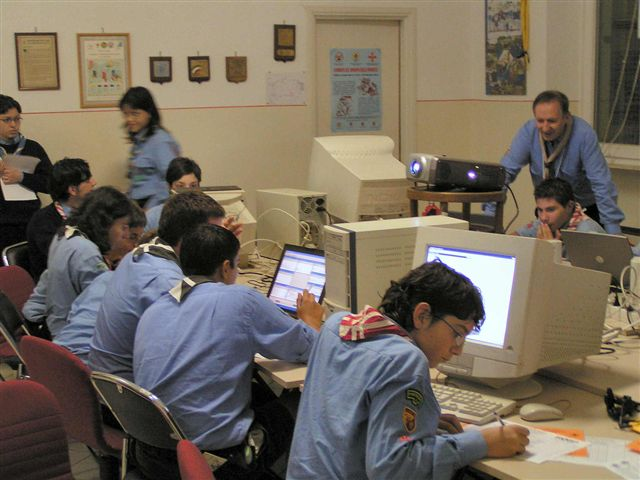
Scouter vid sina datorer under Jamboree On The Internet

Jamboree on the Internet, mer känd under akronymen JOTI, är en internationell scoutaktivitet som hålls varje år. Deltagarna kan, genom utvalda chatrum från hela världen, kontakta scouter från världens alla länder med hjälp av internet. De vanligaste kommunikationsmetoderna är bland annat ScoutLink (IRC), e-post, och IP-telefoni. Det ger scouterna möjligheten att lära sig om scouterna och scoutkulturen i andra delar av världen. JOTI.org rapporterade att JOTI hade över 4 000 deltagare online samtidigt under 2005.
I november 1996 noterade Världsscoutkommittén att scouting redan hade en markant representation på internet och att den informella Jamboree on the Internet snabbt växte och beslutade därför att JOTI skulle bli ett officiellt internationellt scoutingevenemang, och att den skulle arrangeras varje år under samma helg som Jamboree on the Air (JOTA).
Speciella internetjamboreer kan också anordnas i samband med lokala, nationella eller internationella scoutarrangemang som hålls under en annan tid av året.

### Jamboree on the Trail
Efter idén om Join-in-läger från World Jamboree Year kom Jamboree on the Trail (eller JOTT), som helt enkelt är ett samordnat evenemang som scouter från runt om i världen genomför samtidigt på olika platser i världen. JOTT anordnas i maj varje år.
Den här typen av evenemang låter scouter ta del av aktiviteter vid samma tidpunkt som andra scouter, och på så vis göra reklam för idén om det världsvida broderskapet inom scouting. Deltagarna tilldelas JOTT-märket som en utmärkelse för att ha deltagit i det här världsvida evenemanget.

## Mindre arrangemang
Det hålls upp till 10 mindre jamboreer (eller jamboretter) varje år runt om i världen. Detta innefattar regionala jamboreer, som hålls vart tredje år deras respektive område i världen. Scouter från alla regioner bjuds in, men deltagarantalet är oftast lägre (till exempel EuroJam 2005 med 10 000 deltagare, huvudsakligen från Europa).
Nationella föreningar och subnationella grupper arrangerar också en rad evenemang, som exempelvis svenska Scout 2001 och Jiingijamborii, som organiserades av Svenska Scoutrådet.

## Lista över arrangemang
| År         | Arrangemang            | Plats, Land                                                          | Tema/Namn                                 | Deltagarantal |
| ---------- | ---------------------- | -------------------------------------------------------------------- | ----------------------------------------- | ------------- |
| 1920       | 1:a världsjamboreen    | Olympia, Kensington, London, Storbritannien                          |                                           | 8 000         |
| 1924       | 2:a världsjamboreen    | Ermelunden, Danmark                                                  |                                           | 4 549         |
| 1929       | 3:e världsjamboreen    | Birkenhead, Storbritannien                                           | Coming of Age                             | 30 000        |
| 1933       | 4:e världsjamboreen    | Godollo, Ungern                                                      |                                           | 25 792        |
| 1937       | 5:e världsjamboreen    | Vogelenzang, Bloemendaal, Nederländerna                              |                                           | 28 750        |
| 1947       | 6:e världsjamboreen    | Moisson, Frankrike                                                   | Jamboree of Peace                         | 24 152        |
| 1951       | 7:e världsjamboreen    | Bad Ischl, Österrike                                                 | Jamboree of Simplicity                    | 12 884        |
| 1955       | 8:e världsjamboreen    | Niagara-on-the-Lake, Kanada                                          | New Horizons                              | 11 139        |
| 1957       | 9:e världsjamboreen    | Sutton Park, Storbritannien                                          | Scoutings 50-årsjubileum                  | 30 000        |
| 1959       | 10:e världsjamboreen   | Los Baños, Laguna, Filippinerna                                      | Building Tomorrow Today                   | 12 203        |
| 1963       | 11:e världsjamboreen   | Marathon, Grekland                                                   | Higher and Wider                          | 14 000        |
| 1967       | 12:e världsjamboreen   | Farragut State Park, USA                                             | For Friendship                            | 12 011        |
| 1971       | 13:e världsjamboreen   | Fujinomiya, Japan                                                    | For Understanding                         | 23 758        |
| 1975       | 14:e världsjamboreen   | Lillehammer, Norge                                                   | Five Fingers, One Hand                    | 17 259        |
| 1979       | (15:e världsjamboreen) | Neyshâbûr, Iran                                                      |                                           | inställd      |
| 1983       | 15:e världsjamboreen   | Calgary, Kanada                                                      | The Spirit Lives On                       | 14 752        |
| 1987       | 16:e världsjamboreen   | Sydney, Australien                                                   | Bringing the World Together               | 14,434        |
| 1991       | 17:e världsjamboreen   | Soraksan, Sydkorea                                                   | Many Lands, One World                     | 20 000        |
| 1995       | 18:e världsjamboreen   | Flevoland, Nederländerna                                             | Future is Now                             | 28 960        |
| 1998, 1999 | 19:e världsjamboreen   | Picarquín, Chile                                                     | Building Peace Together                   | 31 000        |
| 2002, 2003 | 20:e världsjamboreen   | Sattahip, Thailand                                                   | Share our World, Share our Cultures       | 24 000        |
| 2007       | 21:a världsjamboreen   | Hylands Park, Storbritannien                                         | One World, One Promise Scouting Centenary | 38 074        |
| 2011       | 22:a världsjamboreen   | Rinkaby skjutfält utanför Kristianstad, Sverige                      | Simply Scouting                           | 40 533        |
| 2015       | 23:e världsjamboreen   | Kirara Beach, Yamaguchi, Japan                                       | Wa: A Spirit of Unity                     | 33 628        |
| 2019       | 24:e världsjamboreen   | The Summit Bechtel Family National Scout Reserve, West Virginia, USA | Unlock a New World                        | 47 000        |
| 2023       | 25:e världsjamboreen   | SaeManGeum, Jeollabuk-do, Sydkorea                                   | Draw your Dream!                          |               |
| 2027       | 26:e världsjamboreen   | Sobieszewo Island i Gdańsk, Polen                                    |                                           |               |